# Su Shihao
Su Shihao (en chino  tradicional: 蘇士豪; en chino  simplificado: 苏士豪; pinyin: Sū Shìháo; 29 de diciembre de 1999) es un futbolista chino que juega en la demarcación de lateral izquierdo para el Foshan Nanshi de la Primera Liga China.

## Selección nacional
Hizo su debut con la selección absoluta de China el 20 de julio de 2022 contra Corea del Sur en un partido del Campeonato de Fútbol de Asia Oriental de 2022 que finalizó con un resultado de 0-3 a favor del combinado surcoreano tras los goles de Cho Gue-sung, Kwon Chang-hoon y un autogol de Zhu Chenjie.

## Clubes
| Club                             | País  | Año   | Partidos | Goles |
| -------------------------------- | ----- | ----- | -------- | ----- |
| Inner Mongolia Zhongyou (cedido) | China | 2020  | 8        | 0     |
| Meizhou Hakka (cedido)           | China | 2021  | 21       | 0     |
| Qingdao West Coast (cedido)      | China | 2022  | 11       | 0     |
| Foshan Nanshi                    | China | 2023- | 18       | 0     |